# Giorgio Dardanelli
Giorgio Dardanelli (Mondovì, 7 marzo 1909 – Torino, 1º gennaio 1978) è stato un ingegnere italiano.

## Biografia
Dopo la carriera universitaria si laureò al Politecnico di Torino nel 1930 e lì rimase fino al 1957 come assistente alla cattedra di Scienza delle Costruzioni. Dal 1949 al 1957 fu professore incaricato di Costruzione di Ponti presso la facoltà di Ingegneria e dal 1956 al 1969 insegnò Meccanica Razionale e Statica Grafica presso la facoltà di Architettura.
Prima progettista di opere di ingegneria civile, nel 1951 entrò alla FIAT presso la divisione Costruzioni ed Impianti e lì rimase fino al 1974 come consulente. Qui ricoprì cariche presso l'Impresit, la Sitrasb, la Moviter, l'autostrada Torino - Savona, la Park, la Sitralp.
Fu progettista e realizzatore di opere industriali, idrauliche, centrali termoelettriche ed opere stradali. Contribuì alla progettazione e realizzazione del Traforo del Gran San Bernardo, al traforo della Ciriegia e al progetto (allora non realizzato) della prima linea metropolitana di Torino.
Fu, infine, presidente dell'ordine degli ingegneri di Torino, città dove morì il 1º gennaio 1978.